# Liste der Stolpersteine in Kettig
Die Liste der Stolpersteine in Kettig enthält die Stolpersteine, die im Rahmen des gleichnamigen Kunst-Projekts von Gunter Demnig in Kettig verlegt wurden. Mit ihnen soll an die Opfer des Nationalsozialismus erinnert werden, die in Kettig lebten und wirkten.

## Liste der Stolpersteine
| Stolperstein | Inschrift                                                                             | Verlegeort      | Name, Leben |
| --- | ------------------------------------------------------------------------------------- | --------------- | --- |
| Bild gesucht Die Wikipedia wünscht sich an dieser Stelle ein Bild vom hier behandelten Ort. Falls du dabei helfen möchtest, erklärt die Anleitung , wie das geht. BW | HIER WOHNTE ARTHUR VEIT JG. 1924 DEPORTIERT 1942 IZBICA ERMORDET 1942 SOBIBOR         | Godilda-Platz · | Artur Veit wurde am 27. Juni 1924 in Kettig geboren. Seine Eltern waren Julius Veit und dessen Frau Erna. Er hatte drei Geschwister, Meta (geboren 1923), Manfred (geboren 1929) und Karl (geboren 1934). Bis 1939 lebte die Familie in Kettig, dann wurden sie gezwungen nach Urmitz-Bahnhof umzuziehen, wo sie in der Mühlheimer Straße 14 lebten. Von Koblenz wurde Artur Veit zusammen mit seinen Eltern und seinen Brüdern am 22. März 1942 in das Ghetto Izbica deportiert. Artur Veit, seine Eltern und seine Brüder wurden laut Aufschrift des Stolpersteines 1942 im Vernichtungslager Sobibor ermordet. Seine Schwester Meta lebte bei einem Onkel, Adolf Veit und dessen Frau Selma. Sie wurde am 19. Oktober 1942 nach Riga deportiert und dort am 22. Oktober 1942 in einem Wald ermordet. Ein Stolperstein wurde für sie in Berlin verlegt, ebenso wie für Onkel, Tante und eine Cousine, die 1943 im Vernichtungslager Auschwitz ermordet wurden. |
| Bild gesucht Die Wikipedia wünscht sich an dieser Stelle ein Bild vom hier behandelten Ort. Falls du dabei helfen möchtest, erklärt die Anleitung , wie das geht. BW | HIER WOHNTE ERNA VEIT GEB. MARX JG. 1891 DEPORTIERT 1942 IZBICA ERMORDET 1942 SOBIBOR | Godilda-Platz · | Erna Veit, geborene Marx, wurde am 9. Juli 1891 in Kettig geboren. Sie heiratete Julius Veit, das Paar bekam vier Kinder: Meta (geboren 1923), Artur (geboren 1924), Manfred (geboren 1929) und Karl (geboren 1934). Im Jahr 1939 wurde die Familie gezwungen nach Urmitz-Bahnhof umzuziehen, wo sie in erbärmlichen Verhältnissen in der Mühlheimer Straße lebten. Von Koblenz wurde sie zusammen mit ihrem Ehemann und ihren Söhnen am 22. März 1942 ins Ghetto Izbica deportiert. Erna Veit wurde, wie auch ihr Mann und ihre Söhne, laut Aufschrift des Stolpersteines 1942 im Vernichtungslager Sobibor ermordet. Ihre Tochter Meta lebte bei ihrem Schwager und dessen Frau in Berlin, auch sie wurde 1942 deportiert und im Oktober 1942 in einem Wald bei Riga ermordet. Ein Stolperstein wurde in Berlin-Charlottenburg für sie verlegt. |
| Bild gesucht Die Wikipedia wünscht sich an dieser Stelle ein Bild vom hier behandelten Ort. Falls du dabei helfen möchtest, erklärt die Anleitung , wie das geht. BW | HIER WOHNTE JULIUS VEIT JG. 1892 DEPORTIERT 1942 IZBICA ERMORDET 1942 SOBIBOR         | Godilda-Platz · | Julius Veit wurde am 11. Juni 1892 in Rodenbach bei Neuwied geboren. Er hatte mehrere Geschwister, darunter Helene (geboren 1875), Adolf (geboren 1890) und Sally (geboren 1894). Er heiratete Erna Marx, das Paar lebte in Kettig und bekam vier Kinder: Meta (geboren 1923), Artur (geboren 1924), Manfred (geboren 1929) und Karl (geboren 1934). Im Jahr 1939 wurde die Familie gezwungen nach Urmitz-Bahnhof umzuziehen, wo sie in erbärmlichen Verhältnissen in der Mühlheimer Straße lebten. Von Koblenz wurde er zusammen mit seiner Ehefrau und seinen Söhnen am 22. März 1942 ins Ghetto Izbica deportiert. Julius Veit wurde, wie auch seine Frau und seine Söhne, laut Aufschrift des Stolpersteines 1942 im Vernichtungslager Sobibor ermordet. Seine Tochter Meta lebte bei seinen Bruder Adolf und dessen Frau in Berlin, auch sie wurde 1942 deportiert und im Oktober 1942 in einem Wald bei Riga ermordet. Ein Stolperstein wurde in Berlin-Charlottenburg für sie verlegt. Sein Bruder, seine Frau und seine Nichte Merry Hanna wurden 1943 nach Auschwitz deportiert und dort ermordet, auch für diese drei gibt es Stolpersteine in Berlin. Sein Neffe Siegbert, Sohn von Adolf Veit, sowie seine Schwester Helene, verheiratete Meyer und deren Familie konnten rechtzeitig flüchten. Ebenfalls deportiert, bereits 1941, wurden sein Bruder Sally Veit, dessen Frau und deren zwei Töchter. Sie wurden in das Ghetto Litzmannstadt (Łódź) verschleppt. Stolpersteine wurden für sie in Ingelbach verlegt. |
| Bild gesucht Die Wikipedia wünscht sich an dieser Stelle ein Bild vom hier behandelten Ort. Falls du dabei helfen möchtest, erklärt die Anleitung , wie das geht. BW | HIER WOHNTE KARL VEIT JG. 1934 DEPORTIERT 1942 IZBICA ERMORDET 1942 SOBIBOR           | Godilda-Platz · | Karl Veit wurde am 11. Juli 1934 in Kettig geboren. Seine Eltern waren Julius Veit und dessen Frau Erna. Er hatte drei Geschwister, Meta (geboren 1923), Artur (geboren 1924) und Manfred (geboren 1929). Bis 1939 lebte die Familie in Kettig, dann wurden sie gezwungen nach Urmitz-Bahnhof umzuziehen, wo sie in der Mühlheimer Straße 14 lebten. Von Koblenz wurde Karl Veit zusammen mit seinen Eltern und seinen Brüdern am 22. März 1942 in das Ghetto Izbica deportiert. Karl Veit, seine Eltern und seine Brüder wurden laut Aufschrift des Stolpersteines 1942 im Vernichtungslager Sobibor ermordet. Seine Schwester Meta lebte bei einem Onkel, Adolf Veit und dessen Frau Selma. Sie wurde 1942 nach Riga deportiert und dort in einem Wald ermordet. Ein Stolperstein wurde für sie in Berlin verlegt, ebenso wie für Onkel, Tante und eine Cousine, die 1943 im Vernichtungslager Auschwitz ermordet wurden, weitere Onkel, Tanten und Cousinen wurden ebenfalls Opfer der Shoah. |
| Bild gesucht Die Wikipedia wünscht sich an dieser Stelle ein Bild vom hier behandelten Ort. Falls du dabei helfen möchtest, erklärt die Anleitung , wie das geht. BW | HIER WOHNTE MANFRED VEIT JG. 1929 DEPORTIERT 1942 IZBICA ERMORDET 1942 SOBIBOR        | Godilda-Platz · | Manfred Veit wurde am 13. Oktober 1929 in Kettig geboren. Seine Eltern waren Julius Veit und dessen Frau Erna. Er hatte drei Geschwister, Meta (geboren 1923), Artur (geboren 1924) und Karl (geboren 1934). Bis 1939 lebte die Familie in Kettig, dann wurden sie gezwungen nach Urmitz-Bahnhof umzuziehen, wo sie in der Mühlheimer Straße 14 lebten. Von Koblenz wurde Manfred Veit zusammen mit seinen Eltern und seinen Brüdern am 22. März 1942 in das Ghetto Izbica deportiert. Manfred Veit, seine Eltern und seine Brüder wurden laut Aufschrift des Stolpersteines 1942 im Vernichtungslager Sobibor ermordet. Seine Schwester Meta lebte bei einem Onkel, Adolf Veit und dessen Frau Selma. Sie wurde 1942 nach Riga deportiert und dort in einem Wald ermordet. Ein Stolperstein wurde für sie in Berlin verlegt, ebenso wie für Onkel, Tante und eine Cousine, die 1943 im Vernichtungslager Auschwitz ermordet wurden, weitere Onkel, Tanten und Cousinen wurden ebenfalls Opfer der Shoah. |

## Verlegedatum
- 19. März 2012[8]